# القذائف الخارقة للدروع المستقرة بزعانف نابذة القبقاب

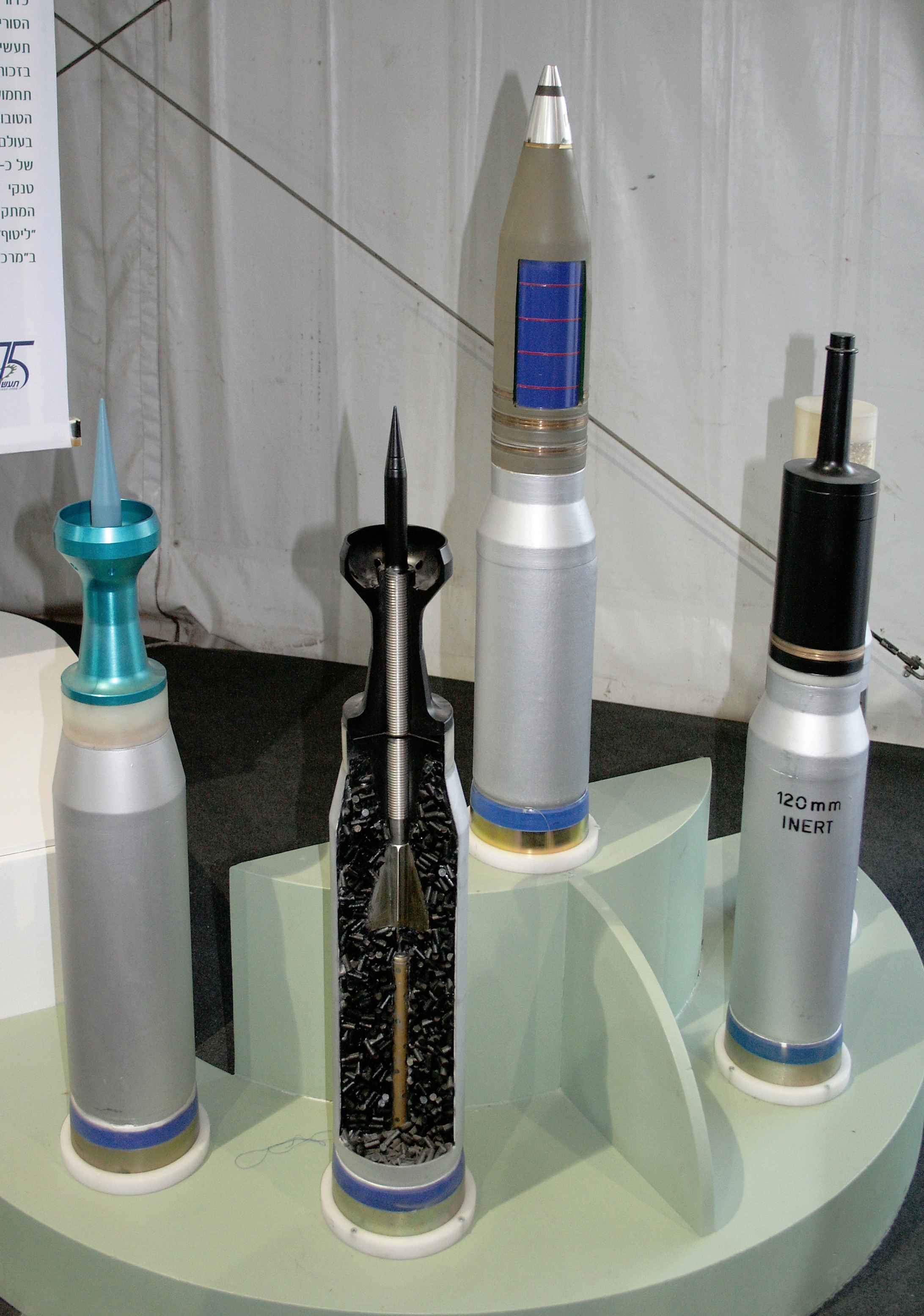

القذائف الخارقة للدروع المستقرة بزعانف نابذة القبقاب ( APFSDS ) هو نوع من أنواع القذئف الثاقبة بالطاقة الحركية المستخدمة لمهاجمة دروع المركبات الحديثة. يستخدم كسلاح لدبابات القتال الرئيسية. 
سمحت التحسينات في أنظمة الدفع والتعليق في السيارات بعد الحرب العالمية الثانية لدبابات القتال الرئيسية الحديثة بدمج أنظمة حماية أكثر ودروع أثقل، مع الحفاظ على قدر كبير من المناورة والسرعة في ساحة المعركة. كنتيجة لذلك، يتطلب اختراق هذه الدروع القوية والمتينة قذائف مخصصة بذلك.  